# Legs (ZZ Top)
Legs è una canzone degli ZZ Top, estratta come singolo dall'album Eliminator del 1983.